# 15.ª etapa del Tour de Francia 2024
La 15.ª etapa del Tour de Francia 2024 tuvo lugar el 14 de julio de 2024 y consistió en una etapa de montaña, con inicio en la ciudad de Loudenvielle y final en Plateau de Beille, sobre un recorrido de 198 km. El vencedor fue el esloveno Tadej Pogačar del UAE Team Emirates, que también mantuvo el liderato.

## Clasificación de la etapa
| Loudenvielle - Plateau de Beille | etapa de montaña | (197,7 km) |

| \| Clasificación de la etapa \| Clasificación de la etapa \| Clasificación de la etapa \| Clasificación de la etapa \| Clasificación de la etapa \| \| Ciclista \| Ciclista \| Equipo \| Tiempo \| \| \| ------------------------- \| ------------------------- \| -------------------------- \| ------------------------- \| ------------------------- \| \| 1.º \| Tadej Pogačar \| UAE Team Emirates \| 5 h 13 min 55 s \| \| \| 2.º \| Jonas Vingegaard \| Team Visma \\| Lease a Bike \| + 1 min 08 s \| \| \| 3.º \| Remco Evenepoel \| Soudal Quick-Step \| + 2 min 51 s \| \| \| 4.º \| Mikel Landa \| Soudal Quick-Step \| + 3 min 54 s \| \| \| 5.º \| João Almeida \| UAE Team Emirates \| + 4 min 43 s \| \| \| 6.º \| Adam Yates \| UAE Team Emirates \| + 4 min 56 s \| \| \| 7.º \| Santiago Buitrago \| Bahrain Victorious \| + 5 min 08 s \| \| \| 8.º \| Carlos Rodríguez \| Ineos Grenadiers \| + 5 min 08 s \| \| \| 9.º \| Richard Carapaz \| EF Education-EasyPost \| + 5 min 41 s \| \| \| 10.º \| Felix Gall \| Decathlon-AG2R La Mondiale \| + 5 min 57 s \| \| |                   |                            |                 |
| |                   |                            |                 |
| Fuentes: ProCyclingStats Cycling Quotient |                   |                            |                 |
| Clasificación de la etapa |                   |                            |                 |
| Ciclista | Ciclista          | Equipo                     | Tiempo          |
| 1.º | Tadej Pogačar     | UAE Team Emirates          | 5 h 13 min 55 s |
| 2.º | Jonas Vingegaard  | Team Visma \| Lease a Bike | + 1 min 08 s    |
| 3.º | Remco Evenepoel   | Soudal Quick-Step          | + 2 min 51 s    |
| 4.º | Mikel Landa       | Soudal Quick-Step          | + 3 min 54 s    |
| 5.º | João Almeida      | UAE Team Emirates          | + 4 min 43 s    |
| 6.º | Adam Yates        | UAE Team Emirates          | + 4 min 56 s    |
| 7.º | Santiago Buitrago | Bahrain Victorious         | + 5 min 08 s    |
| 8.º | Carlos Rodríguez  | Ineos Grenadiers           | + 5 min 08 s    |
| 9.º | Richard Carapaz   | EF Education-EasyPost      | + 5 min 41 s    |
| 10.º | Felix Gall        | Decathlon-AG2R La Mondiale | + 5 min 57 s    |

## Clasificaciones al final de la etapa

### Clasificación general(Maillot Jaune)
| \| Clasificación general \| Clasificación general \| Clasificación general \| Clasificación general \| Clasificación general \| \| Ciclista \| Ciclista \| Equipo \| Tiempo \| \| \| --------------------- \| --------------------- \| -------------------------- \| --------------------- \| --------------------- \| \| 1.º \| Tadej Pogačar \| UAE Team Emirates \| 61 h 56 min 24 s \| \| \| 2.º \| Jonas Vingegaard \| Team Visma \\| Lease a Bike \| + 3 min 09 s \| \| \| 3.º \| Remco Evenepoel \| Soudal Quick-Step \| + 5 min 19 s \| \| \| 4.º \| João Almeida \| UAE Team Emirates \| + 10 min 54 s \| \| \| 5.º \| Mikel Landa \| Soudal Quick-Step \| + 11 min 21 s \| \| \| 6.º \| Carlos Rodríguez \| Ineos Grenadiers \| + 11 min 27 s \| \| \| 7.º \| Adam Yates \| UAE Team Emirates \| + 13 min 38 s \| \| \| 8.º \| Giulio Ciccone \| Lidl-Trek \| + 15 min 48 s \| \| \| 9.º \| Derek Gee \| Israel-Premier Tech \| + 16 min 12 s \| \| \| 10.º \| Santiago Buitrago \| Bahrain Victorious \| + 16 min 32 s \| \| |                   |                            |                  |
| |                   |                            |                  |
| Fuentes: ProCyclingStats Cycling Quotient |                   |                            |                  |
| Clasificación general |                   |                            |                  |
| Ciclista | Ciclista          | Equipo                     | Tiempo           |
| 1.º | Tadej Pogačar     | UAE Team Emirates          | 61 h 56 min 24 s |
| 2.º | Jonas Vingegaard  | Team Visma \| Lease a Bike | + 3 min 09 s     |
| 3.º | Remco Evenepoel   | Soudal Quick-Step          | + 5 min 19 s     |
| 4.º | João Almeida      | UAE Team Emirates          | + 10 min 54 s    |
| 5.º | Mikel Landa       | Soudal Quick-Step          | + 11 min 21 s    |
| 6.º | Carlos Rodríguez  | Ineos Grenadiers           | + 11 min 27 s    |
| 7.º | Adam Yates        | UAE Team Emirates          | + 13 min 38 s    |
| 8.º | Giulio Ciccone    | Lidl-Trek                  | + 15 min 48 s    |
| 9.º | Derek Gee         | Israel-Premier Tech        | + 16 min 12 s    |
| 10.º | Santiago Buitrago | Bahrain Victorious         | + 16 min 32 s    |

### Clasificación por puntos(Maillot Vert)
| Clasificación por puntos | Clasificación por puntos | Clasificación por puntos   | Clasificación por puntos | Clasificación por puntos |
| Ciclista                 | Ciclista                 | Equipo                     | Puntos                   |                          |
| ------------------------ | ------------------------ | -------------------------- | ------------------------ | ------------------------ |
| 1.º                      | Biniam Girmay            | Intermarché-Wanty          | 363 pts                  |                          |
| 2.º                      | Jasper Philipsen         | Alpecin-Deceuninck         | 277 pts                  |                          |
| 3.º                      | Bryan Coquard            | Cofidis                    | 147 pts                  |                          |
| 4.º                      | Arnaud De Lie            | Lotto Dstny                | 142 pts                  |                          |
| 5.º                      | Anthony Turgis           | TotalEnergies              | 141 pts                  |                          |
| 6.º                      | Tadej Pogačar            | UAE Team Emirates          | 136 pts                  |                          |
| 7.º                      | Jonas Abrahamsen         | Uno-X Mobility             | 133 pts                  |                          |
| 8.º                      | Wout van Aert            | Team Visma \| Lease a Bike | 114 pts                  |                          |
| 9.º                      | Remco Evenepoel          | Soudal Quick-Step          | 112 pts                  |                          |
| 10.º                     | Fernando Gaviria         | Movistar Team              | 106 pts                  |                          |

### Clasificación de la montaña(Maillot à Pois Rouges)
| Clasificación de la montaña | Clasificación de la montaña | Clasificación de la montaña | Clasificación de la montaña | Clasificación de la montaña |
| Ciclista                    | Ciclista                    | Equipo                      | Puntos                      |                             |
| --------------------------- | --------------------------- | --------------------------- | --------------------------- | --------------------------- |
| 1.º                         | Tadej Pogačar               | UAE Team Emirates           | 77 pts                      |                             |
| 2.º                         | Jonas Vingegaard            | Team Visma \| Lease a Bike  | 58 pts                      |                             |
| 3.º                         | Remco Evenepoel             | Soudal Quick-Step           | 42 pts                      |                             |
| 4.º                         | Jonas Abrahamsen            | Uno-X Mobility              | 36 pts                      |                             |
| 5.º                         | Oier Lazkano                | Movistar Team               | 35 pts                      |                             |
| 6.º                         | David Gaudu                 | Groupama-FDJ                | 30 pts                      |                             |
| 7.º                         | Carlos Rodríguez            | Ineos Grenadiers            | 24 pts                      |                             |
| 8.º                         | Richard Carapaz             | EF Education-EasyPost       | 22 pts                      |                             |
| 9.º                         | Ben Healy                   | EF Education-EasyPost       | 21 pts                      |                             |
| 10.º                        | Javier Romo                 | Movistar Team               | 18 pts                      |                             |

### Clasificación del mejor joven(Maillot Blanc)
| Clasificación del mejor joven | Clasificación del mejor joven | Clasificación del mejor joven | Clasificación del mejor joven | Clasificación del mejor joven |
| Ciclista                      | Ciclista                      | Equipo                        | Tiempo                        |                               |
| ----------------------------- | ----------------------------- | ----------------------------- | ----------------------------- | ----------------------------- |
| 1.º                           | Remco Evenepoel               | Soudal Quick-Step             | 62 h 01 min 43 s              |                               |
| 2.º                           | Carlos Rodríguez              | Ineos Grenadiers              | + 6 min 08 s                  |                               |
| 3.º                           | Santiago Buitrago             | Bahrain Victorious            | + 11 min 13 s                 |                               |
| 4.º                           | Matteo Jorgenson              | Team Visma \| Lease a Bike    | + 14 min 56 s                 |                               |
| 5.º                           | Ben Healy                     | EF Education-EasyPost         | + 24 min 07 s                 |                               |
| 6.º                           | Javier Romo                   | Movistar Team                 | + 42 min 46 s                 |                               |
| 7.º                           | Ilan Van Wilder               | Soudal Quick-Step             | + 1 h 09 min 22 s             |                               |
| 8.º                           | Tobias Halland Johannessen    | Uno-X Mobility                | + 1 h 21 min 39 s             |                               |
| 9.º                           | Jordan Jegat                  | TotalEnergies                 | + 1 h 43 min 04 s             |                               |
| 10.º                          | Romain Grégoire               | Groupama-FDJ                  | + 1 h 49 min 59 s             |                               |

### Clasificación por equipos(Classement par Équipe)
| Clasificación por equipos | Clasificación por equipos  | Clasificación por equipos | Clasificación por equipos |
| Equipo                    | Equipo                     | Tiempo                    |                           |
| ------------------------- | -------------------------- | ------------------------- | ------------------------- |
| 1.º                       | UAE Team Emirates          | 186 h 12 min 00 s         |                           |
| 2.º                       | Team Visma \| Lease a Bike | + 55 min 03 s             |                           |
| 3.º                       | Soudal Quick-Step          | + 58 min 59 s             |                           |
| 4.º                       | Ineos Grenadiers           | + 1 h 19 min 19 s         |                           |
| 5.º                       | Lidl-Trek                  | + 2 h 04 min 45 s         |                           |
| 6.º                       | EF Education-EasyPost      | + 2 h 23 min 06 s         |                           |
| 7.º                       | Movistar Team              | + 2 h 23 min 41 s         |                           |
| 8.º                       | Bahrain Victorious         | + 2 h 26 min 47 s         |                           |
| 9.º                       | Red Bull-Bora-Hansgrohe    | + 2 h 30 min 01 s         |                           |
| 10.º                      | Israel-Premier Tech        | + 3 h 11 min 11 s         |                           |

## Abandonos
- Bram Welten (Team dsm-firmenich PostNL) llegó fuera de control.
- Gerben Thijssen (Intermarché-Wanty) abandonó durante la etapa.